# Lista di asteroidi (631001-632000)
Di seguito una lista di asteroidi dal numero 631001  al 632000 con data di scoperta e scopritore.

## 631001–631100
| Nome   | Designazione provvisoria | Data di scoperta  | Scopritore                  |
| ------ | ------------------------ | ----------------- | --------------------------- |
| 631001 | 2006 SN444               | 18 settembre 2006 | Spacewatch                  |
| 631002 | 2006 SY445               | 17 settembre 2006 | Spacewatch                  |
| 631003 | 2006 SP446               | 19 settembre 2006 | Spacewatch                  |
| 631004 | 2006 SO448               | 17 settembre 2006 | Spacewatch                  |
| 631005 | 2006 SL450               | 16 settembre 2006 | Spacewatch                  |
| 631006 | 2006 SF454               | 27 settembre 2006 | Spacewatch                  |
| 631007 | 2006 SW454               | 17 settembre 2006 | Spacewatch                  |
| 631008 | 2006 SL456               | 26 settembre 2006 | Spacewatch                  |
| 631009 | 2006 SZ462               | 26 settembre 2006 | Mount Lemmon Survey         |
| 631010 | 2006 TS1                 | 1 ottobre 2006    | Spacewatch                  |
| 631011 | 2006 TP2                 | 2 ottobre 2006    | Mount Lemmon Survey         |
| 631012 | 2006 TQ2                 | 2 ottobre 2006    | Mount Lemmon Survey         |
| 631013 | 2006 TB5                 | 17 settembre 2006 | Spacewatch                  |
| 631014 | 2006 TY28                | 12 ottobre 2006   | Spacewatch                  |
| 631015 | 2006 TK34                | 28 settembre 2006 | Mount Lemmon Survey         |
| 631016 | 2006 TR42                | 12 ottobre 2006   | Spacewatch                  |
| 631017 | 2006 TG49                | 12 ottobre 2006   | NEAT                        |
| 631018 | 2006 TD56                | 29 settembre 2000 | Spacewatch                  |
| 631019 | 2006 TM58                | 11 ottobre 2006   | Osservatorio di Mauna Kea   |
| 631020 | 2006 TT62                | 21 novembre 2003  | Spacewatch                  |
| 631021 | 2006 TB66                | 27 agosto 2006    | Osservatorio Lulin          |
| 631022 | 2006 TG66                | 18 settembre 2006 | CSS                         |
| 631023 | 2006 TU68                | 18 settembre 2006 | Spacewatch                  |
| 631024 | 2006 TN70                | 12 ottobre 2006   | NEAT                        |
| 631025 | 2006 TA82                | 22 settembre 2006 | LONEOS                      |
| 631026 | 2006 TZ97                | 11 ottobre 2006   | Spacewatch                  |
| 631027 | 2006 TL112               | 27 settembre 2006 | SDSS Collaboration          |
| 631028 | 2006 TT116               | 16 novembre 2006  | CSS                         |
| 631029 | 2006 TW116               | 3 ottobre 2006    | SDSS Collaboration          |
| 631030 | 2006 TQ118               | 11 ottobre 2006   | NEAT                        |
| 631031 | 2006 TE119               | 11 ottobre 2006   | SDSS Collaboration          |
| 631032 | 2006 TF119               | 11 ottobre 2006   | SDSS Collaboration          |
| 631033 | 2006 TH120               | 1 ottobre 2006    | SDSS Collaboration          |
| 631034 | 2006 TY135               | 28 settembre 2006 | Spacewatch                  |
| 631035 | 2006 TJ137               | 4 ottobre 2006    | Mount Lemmon Survey         |
| 631036 | 2006 TB139               | 15 aprile 2004    | SSS                         |
| 631037 | 2006 TZ139               | 3 ottobre 2006    | Mount Lemmon Survey         |
| 631038 | 2006 TF141               | 13 ottobre 2006   | Spacewatch                  |
| 631039 | 2006 TY141               | 2 ottobre 2006    | Mount Lemmon Survey         |
| 631040 | 2006 TU142               | 7 febbraio 2008   | Mount Lemmon Survey         |
| 631041 | 2006 TC143               | 2 ottobre 2006    | Mount Lemmon Survey         |
| 631042 | 2006 TF143               | 28 settembre 2006 | Spacewatch                  |
| 631043 | 2006 UT2                 | 16 ottobre 2006   | CSS                         |
| 631044 | 2006 UJ11                | 30 settembre 2006 | Mount Lemmon Survey         |
| 631045 | 2006 UZ17                | 16 ottobre 2006   | W. Bickel                   |
| 631046 | 2006 UN21                | 24 aprile 2003    | Spacewatch                  |
| 631047 | 2006 UA29                | 26 settembre 2006 | Mount Lemmon Survey         |
| 631048 | 2006 UR49                | 30 settembre 2006 | Spacewatch                  |
| 631049 | 2006 US56                | 26 gennaio 2003   | Spacewatch                  |
| 631050 | 2006 UZ60                | 19 ottobre 2006   | Mount Lemmon Survey         |
| 631051 | 2006 UN75                | 18 settembre 2006 | Spacewatch                  |
| 631052 | 2006 UW91                | 20 settembre 2006 | Spacewatch                  |
| 631053 | 2006 UA94                | 2 ottobre 2006    | Mount Lemmon Survey         |
| 631054 | 2006 UD97                | 18 ottobre 2006   | Spacewatch                  |
| 631055 | 2006 UQ98                | 18 ottobre 2006   | Spacewatch                  |
| 631056 | 2006 UO100               | 18 ottobre 2006   | Spacewatch                  |
| 631057 | 2006 UM103               | 14 aprile 2005    | Spacewatch                  |
| 631058 | 2006 UL107               | 18 ottobre 2006   | Spacewatch                  |
| 631059 | 2006 UX107               | 18 ottobre 2006   | Spacewatch                  |
| 631060 | 2006 UZ108               | 18 ottobre 2006   | Spacewatch                  |
| 631061 | 2006 UP110               | 17 settembre 2006 | CSS                         |
| 631062 | 2006 UV124               | 17 settembre 2006 | Spacewatch                  |
| 631063 | 2006 UF127               | 19 ottobre 2006   | Spacewatch                  |
| 631064 | 2006 UN129               | 25 settembre 2006 | Mount Lemmon Survey         |
| 631065 | 2006 UO129               | 19 ottobre 2006   | Spacewatch                  |
| 631066 | 2006 UO145               | 20 ottobre 2006   | Spacewatch                  |
| 631067 | 2006 UV145               | 20 ottobre 2006   | Spacewatch                  |
| 631068 | 2006 UH150               | 20 ottobre 2006   | Mount Lemmon Survey         |
| 631069 | 2006 UZ152               | 21 ottobre 2006   | Spacewatch                  |
| 631070 | 2006 UX159               | 21 ottobre 2006   | Mount Lemmon Survey         |
| 631071 | 2006 UG160               | 21 ottobre 2006   | Mount Lemmon Survey         |
| 631072 | 2006 UL162               | 9 agosto 2002     | M. W. Buie, S. D. Kern      |
| 631073 | 2006 UV163               | 4 giugno 2005     | Spacewatch                  |
| 631074 | 2006 UQ170               | 21 ottobre 2006   | Mount Lemmon Survey         |
| 631075 | 2006 UU175               | 20 settembre 2006 | NEAT                        |
| 631076 | 2006 UG179               | 16 ottobre 2006   | CSS                         |
| 631077 | 2006 UA180               | 12 ottobre 2006   | NEAT                        |
| 631078 | 2006 UJ181               | 16 ottobre 2006   | CSS                         |
| 631079 | 2006 UG183               | 16 settembre 2006 | CSS                         |
| 631080 | 2006 UT192               | 19 ottobre 2006   | CSS                         |
| 631081 | 2006 UF206               | 10 aprile 2005    | Mount Lemmon Survey         |
| 631082 | 2006 US207               | 23 ottobre 2006   | Spacewatch                  |
| 631083 | 2006 UG208               | 23 ottobre 2006   | Spacewatch                  |
| 631084 | 2006 UD210               | 23 ottobre 2006   | Spacewatch                  |
| 631085 | 2006 UV216               | 23 ottobre 2006   | Osservatorio di Mauna Kea   |
| 631086 | 2006 UH226               | 19 settembre 2006 | Spacewatch                  |
| 631087 | 2006 UD228               | 20 ottobre 2006   | Mount Lemmon Survey         |
| 631088 | 2006 UV238               | 19 ottobre 2006   | Spacewatch                  |
| 631089 | 2006 UU257               | 25 settembre 2006 | Mount Lemmon Survey         |
| 631090 | 2006 UH259               | 28 ottobre 2006   | Mount Lemmon Survey         |
| 631091 | 2006 UL259               | 20 ottobre 2006   | Spacewatch                  |
| 631092 | 2006 UH262               | 21 settembre 2001 | SDSS Collaboration          |
| 631093 | 2006 UY272               | 23 ottobre 2006   | Spacewatch                  |
| 631094 | 2006 UG284               | 28 ottobre 2006   | Spacewatch                  |
| 631095 | 2006 UL284               | 26 settembre 2006 | Mount Lemmon Survey         |
| 631096 | 2006 UM290               | 27 ottobre 2006   | Osservatorio di Mauna Kea   |
| 631097 | 2006 UR293               | 19 ottobre 2006   | L. H. Wasserman             |
| 631098 | 2006 UY301               | 11 marzo 2005     | M. W. Buie, L. H. Wasserman |
| 631099 | 2006 UG305               | 19 ottobre 2006   | L. H. Wasserman             |
| 631100 | 2006 UD308               | 19 ottobre 2006   | L. H. Wasserman             |

## 631101–631200
| Nome   | Designazione provvisoria | Data di scoperta  | Scopritore                |
| ------ | ------------------------ | ----------------- | ------------------------- |
| 631101 | 2006 UA321               | 24 novembre 2006  | Mount Lemmon Survey       |
| 631102 | 2006 UA322               | 25 settembre 2006 | Mount Lemmon Survey       |
| 631103 | 2006 US330               | 28 ottobre 2006   | CSS                       |
| 631104 | 2006 UU330               | 12 ottobre 2006   | SDSS Collaboration        |
| 631105 | 2006 UV342               | 11 febbraio 2008  | Mount Lemmon Survey       |
| 631106 | 2006 UY342               | 12 novembre 2006  | Mount Lemmon Survey       |
| 631107 | 2006 UH350               | 24 febbraio 2008  | Mount Lemmon Survey       |
| 631108 | 2006 UG352               | 26 ottobre 2006   | Osservatorio di Mauna Kea |
| 631109 | 2006 UQ357               | 27 ottobre 2006   | Mount Lemmon Survey       |
| 631110 | 2006 UX357               | 6 ottobre 2012    | Mount Lemmon Survey       |
| 631111 | 2006 UB358               | 15 settembre 2006 | Spacewatch                |
| 631112 | 2006 UM363               | 31 luglio 2005    | NEAT                      |
| 631113 | 2006 UQ363               | 16 ottobre 2006   | CSS                       |
| 631114 | 2006 UX365               | 19 ottobre 2006   | CSS                       |
| 631115 | 2006 UH366               | 19 ottobre 2006   | Spacewatch                |
| 631116 | 2006 UL366               | 13 ottobre 2006   | Spacewatch                |
| 631117 | 2006 UO366               | 18 ottobre 2006   | Spacewatch                |
| 631118 | 2006 UR366               | 2 febbraio 2014   | Mount Lemmon Survey       |
| 631119 | 2006 US366               | 27 aprile 2012    | Pan-STARRS                |
| 631120 | 2006 UD368               | 23 ottobre 2006   | Spacewatch                |
| 631121 | 2006 UW368               | 19 ottobre 2006   | Spacewatch                |
| 631122 | 2006 US372               | 6 dicembre 2012   | Spacewatch                |
| 631123 | 2006 UT372               | 22 ottobre 2006   | Spacewatch                |
| 631124 | 2006 UK373               | 1 luglio 2014     | Pan-STARRS                |
| 631125 | 2006 UC374               | 17 ottobre 2012   | Pan-STARRS                |
| 631126 | 2006 UQ375               | 4 novembre 2012   | Mount Lemmon Survey       |
| 631127 | 2006 UR377               | 21 ottobre 2006   | Mount Lemmon Survey       |
| 631128 | 2006 UF380               | 9 ottobre 2015    | Pan-STARRS                |
| 631129 | 2006 UY381               | 22 ottobre 2006   | Spacewatch                |
| 631130 | 2006 UR382               | 31 ottobre 2006   | Mount Lemmon Survey       |
| 631131 | 2006 UF384               | 17 ottobre 2006   | Mount Lemmon Survey       |
| 631132 | 2006 UO384               | 19 ottobre 2006   | Spacewatch                |
| 631133 | 2006 UP384               | 21 ottobre 2006   | Mount Lemmon Survey       |
| 631134 | 2006 UQ384               | 19 ottobre 2006   | Mount Lemmon Survey       |
| 631135 | 2006 UB387               | 20 ottobre 2006   | Spacewatch                |
| 631136 | 2006 UM389               | 21 ottobre 2006   | Mount Lemmon Survey       |
| 631137 | 2006 VC9                 | 12 ottobre 2006   | Spacewatch                |
| 631138 | 2006 VF11                | 11 novembre 2006  | Mount Lemmon Survey       |
| 631139 | 2006 VY14                | 9 novembre 2006   | Spacewatch                |
| 631140 | 2006 VR21                | 30 settembre 2006 | Mount Lemmon Survey       |
| 631141 | 2006 VB24                | 10 novembre 2006  | Spacewatch                |
| 631142 | 2006 VB26                | 23 marzo 2003     | Spacewatch                |
| 631143 | 2006 VK39                | 21 ottobre 2006   | Spacewatch                |
| 631144 | 2006 VO40                | 17 ottobre 2006   | Mount Lemmon Survey       |
| 631145 | 2006 VC47                | 9 novembre 2006   | Spacewatch                |
| 631146 | 2006 VE52                | 11 novembre 2006  | Spacewatch                |
| 631147 | 2006 VH63                | 11 novembre 2006  | Spacewatch                |
| 631148 | 2006 VX75                | 27 ottobre 2006   | Mount Lemmon Survey       |
| 631149 | 2006 VX82                | 31 ottobre 2006   | Mount Lemmon Survey       |
| 631150 | 2006 VE88                | 14 novembre 2006  | Mount Lemmon Survey       |
| 631151 | 2006 VQ88                | 23 ottobre 2006   | Spacewatch                |
| 631152 | 2006 VO89                | 1 novembre 2006   | Mount Lemmon Survey       |
| 631153 | 2006 VQ100               | 1 novembre 2006   | CSS                       |
| 631154 | 2006 VR103               | 12 novembre 2006  | Osservatorio Lulin        |
| 631155 | 2006 VB106               | 13 novembre 2006  | Mount Lemmon Survey       |
| 631156 | 2006 VS107               | 12 aprile 2004    | LONEOS                    |
| 631157 | 2006 VS122               | 20 ottobre 2006   | Mount Lemmon Survey       |
| 631158 | 2006 VQ126               | 26 ottobre 2006   | Osservatorio Lulin        |
| 631159 | 2006 VX128               | 8 luglio 2005     | Spacewatch                |
| 631160 | 2006 VF132               | 15 novembre 2006  | Spacewatch                |
| 631161 | 2006 VQ134               | 15 novembre 2006  | CSS                       |
| 631162 | 2006 VE144               | 15 novembre 2006  | Spacewatch                |
| 631163 | 2006 VS148               | 2 novembre 2006   | Mount Lemmon Survey       |
| 631164 | 2006 VE156               | 12 novembre 2006  | Mount Lemmon Survey       |
| 631165 | 2006 VB173               | 1 novembre 2006   | Spacewatch                |
| 631166 | 2006 VG173               | 11 novembre 2006  | Spacewatch                |
| 631167 | 2006 VD175               | 1 novembre 2006   | Mount Lemmon Survey       |
| 631168 | 2006 VM175               | 11 novembre 2006  | Mount Lemmon Survey       |
| 631169 | 2006 VR176               | 16 novembre 2006  | Mount Lemmon Survey       |
| 631170 | 2006 VS176               | 13 novembre 2006  | CSS                       |
| 631171 | 2006 VR177               | 8 dicembre 2010   | Mount Lemmon Survey       |
| 631172 | 2006 VW178               | 2 novembre 2006   | Mount Lemmon Survey       |
| 631173 | 2006 VX178               | 7 maggio 2014     | Pan-STARRS                |
| 631174 | 2006 VF179               | 15 ottobre 2017   | Mount Lemmon Survey       |
| 631175 | 2006 VQ179               | 12 ottobre 2006   | Spacewatch                |
| 631176 | 2006 VT180               | 1 aprile 2015     | Pan-STARRS                |
| 631177 | 2006 VW181               | 11 novembre 2006  | Mount Lemmon Survey       |
| 631178 | 2006 VR183               | 1 novembre 2006   | Spacewatch                |
| 631179 | 2006 WB9                 | 16 novembre 2006  | Spacewatch                |
| 631180 | 2006 WP13                | 20 aprile 2004    | Spacewatch                |
| 631181 | 2006 WY15                | 9 agosto 2005     | Cerro Tololo Obs.         |
| 631182 | 2006 WQ18                | 17 novembre 2006  | Mount Lemmon Survey       |
| 631183 | 2006 WR18                | 2 novembre 2006   | Spacewatch                |
| 631184 | 2006 WU20                | 17 novembre 2006  | Mount Lemmon Survey       |
| 631185 | 2006 WY21                | 17 novembre 2006  | Mount Lemmon Survey       |
| 631186 | 2006 WJ24                | 17 novembre 2006  | Mount Lemmon Survey       |
| 631187 | 2006 WF34                | 12 novembre 2006  | Mount Lemmon Survey       |
| 631188 | 2006 WR40                | 16 novembre 2006  | Spacewatch                |
| 631189 | 2006 WF41                | 16 novembre 2006  | Spacewatch                |
| 631190 | 2006 WX41                | 16 novembre 2006  | Mount Lemmon Survey       |
| 631191 | 2006 WV63                | 17 novembre 2006  | Mount Lemmon Survey       |
| 631192 | 2006 WC65                | 17 novembre 2006  | Mount Lemmon Survey       |
| 631193 | 2006 WQ66                | 17 novembre 2006  | Mount Lemmon Survey       |
| 631194 | 2006 WH67                | 17 novembre 2006  | Mount Lemmon Survey       |
| 631195 | 2006 WB74                | 18 novembre 2006  | Spacewatch                |
| 631196 | 2006 WK75                | 18 novembre 2006  | Spacewatch                |
| 631197 | 2006 WP75                | 18 novembre 2006  | Spacewatch                |
| 631198 | 2006 WS75                | 18 novembre 2006  | Spacewatch                |
| 631199 | 2006 WE76                | 18 novembre 2006  | Spacewatch                |
| 631200 | 2006 WF77                | 7 aprile 2003     | Spacewatch                |

## 631201–631300
| Nome   | Designazione provvisoria | Data di scoperta  | Scopritore                |
| ------ | ------------------------ | ----------------- | ------------------------- |
| 631201 | 2006 WN78                | 20 ottobre 2006   | Mount Lemmon Survey       |
| 631202 | 2006 WW83                | 18 novembre 2006  | Spacewatch                |
| 631203 | 2006 WL85                | 18 novembre 2006  | Spacewatch                |
| 631204 | 2006 WT90                | 19 novembre 2006  | Spacewatch                |
| 631205 | 2006 WJ96                | 28 ottobre 2006   | Mount Lemmon Survey       |
| 631206 | 2006 WE98                | 11 novembre 2006  | Mount Lemmon Survey       |
| 631207 | 2006 WJ101               | 27 settembre 2006 | Mount Lemmon Survey       |
| 631208 | 2006 WC112               | 19 novembre 2006  | Spacewatch                |
| 631209 | 2006 WU114               | 20 novembre 2006  | Spacewatch                |
| 631210 | 2006 WD118               | 20 novembre 2006  | Spacewatch                |
| 631211 | 2006 WL124               | 22 novembre 2006  | Mount Lemmon Survey       |
| 631212 | 2006 WM129               | 23 novembre 2006  | Spacewatch                |
| 631213 | 2006 WP129               | 13 novembre 2006  | CSS                       |
| 631214 | 2006 WL136               | 19 novembre 2006  | Spacewatch                |
| 631215 | 2006 WF138               | 19 novembre 2006  | CSS                       |
| 631216 | 2006 WH142               | 20 novembre 2006  | Spacewatch                |
| 631217 | 2006 WZ142               | 20 novembre 2006  | Spacewatch                |
| 631218 | 2006 WC143               | 20 novembre 2006  | Spacewatch                |
| 631219 | 2006 WW144               | 23 ottobre 2006   | Mount Lemmon Survey       |
| 631220 | 2006 WF146               | 20 novembre 2006  | Spacewatch                |
| 631221 | 2006 WX147               | 20 novembre 2006  | Spacewatch                |
| 631222 | 2006 WN150               | 10 agosto 2001    | NEAT                      |
| 631223 | 2006 WC151               | 17 ottobre 2006   | Spacewatch                |
| 631224 | 2006 WF167               | 15 novembre 2006  | Spacewatch                |
| 631225 | 2006 WT171               | 23 novembre 2006  | Spacewatch                |
| 631226 | 2006 WF173               | 23 novembre 2006  | Spacewatch                |
| 631227 | 2006 WJ173               | 23 novembre 2006  | Mount Lemmon Survey       |
| 631228 | 2006 WS182               | 24 novembre 2006  | Spacewatch                |
| 631229 | 2006 WP204               | 17 settembre 2006 | Spacewatch                |
| 631230 | 2006 WE209               | 21 novembre 2006  | Mount Lemmon Survey       |
| 631231 | 2006 WO209               | 28 novembre 2006  | Mount Lemmon Survey       |
| 631232 | 2006 WS209               | 29 settembre 2011 | Mount Lemmon Survey       |
| 631233 | 2006 WX209               | 20 gennaio 2013   | CSS                       |
| 631234 | 2006 WY209               | 24 settembre 2011 | Pan-STARRS                |
| 631235 | 2006 WV210               | 3 ottobre 2014    | Mount Lemmon Survey       |
| 631236 | 2006 WW210               | 28 marzo 2015     | Pan-STARRS                |
| 631237 | 2006 WZ210               | 23 ottobre 2006   | Mount Lemmon Survey       |
| 631238 | 2006 WK211               | 16 novembre 2006  | Spacewatch                |
| 631239 | 2006 WA213               | 4 settembre 2011  | Pan-STARRS                |
| 631240 | 2006 WH213               | 26 settembre 2017 | Pan-STARRS                |
| 631241 | 2006 WC214               | 28 febbraio 2008  | Spacewatch                |
| 631242 | 2006 WM217               | 4 settembre 2011  | Pan-STARRS                |
| 631243 | 2006 WA218               | 13 gennaio 2008   | Spacewatch                |
| 631244 | 2006 WC218               | 11 dicembre 2012  | Mount Lemmon Survey       |
| 631245 | 2006 WS218               | 26 novembre 2012  | Mount Lemmon Survey       |
| 631246 | 2006 WZ218               | 1 luglio 2014     | Pan-STARRS                |
| 631247 | 2006 WK219               | 25 luglio 2014    | Pan-STARRS                |
| 631248 | 2006 WJ220               | 16 settembre 2010 | Spacewatch                |
| 631249 | 2006 WA223               | 18 ottobre 2011   | Mount Lemmon Survey       |
| 631250 | 2006 WD223               | 10 febbraio 2008  | Mount Lemmon Survey       |
| 631251 | 2006 WY223               | 14 aprile 2015    | Spacewatch                |
| 631252 | 2006 WB228               | 28 agosto 2014    | Pan-STARRS                |
| 631253 | 2006 WM229               | 11 novembre 2006  | Mount Lemmon Survey       |
| 631254 | 2006 WP230               | 27 novembre 2006  | Spacewatch                |
| 631255 | 2006 XQ1                 | 11 dicembre 2006  | W. K. Y. Yeung            |
| 631256 | 2006 XZ10                | 9 dicembre 2006   | Spacewatch                |
| 631257 | 2006 XW11                | 10 dicembre 2006  | Spacewatch                |
| 631258 | 2006 XQ12                | 20 novembre 2006  | Spacewatch                |
| 631259 | 2006 XD24                | 18 gennaio 2004   | Spacewatch                |
| 631260 | 2006 XP24                | 5 agosto 2002     | NEAT                      |
| 631261 | 2006 XA25                | 6 febbraio 2003   | NEAT                      |
| 631262 | 2006 XN27                | 19 novembre 2006  | Spacewatch                |
| 631263 | 2006 XH35                | 15 novembre 2006  | Mount Lemmon Survey       |
| 631264 | 2006 XM50                | 13 dicembre 2006  | Mount Lemmon Survey       |
| 631265 | 2006 XH51                | 13 dicembre 2006  | Spacewatch                |
| 631266 | 2006 XW54                | 14 giugno 2005    | Mount Lemmon Survey       |
| 631267 | 2006 XS60                | 25 ottobre 2001   | SDSS Collaboration        |
| 631268 | 2006 XP67                | 13 dicembre 2006  | Osservatorio di Mauna Kea |
| 631269 | 2006 XK72                | 13 dicembre 2006  | Spacewatch                |
| 631270 | 2006 XX74                | 31 marzo 2008     | Mount Lemmon Survey       |
| 631271 | 2006 XC75                | 17 agosto 2009    | Spacewatch                |
| 631272 | 2006 XG75                | 13 dicembre 2006  | Spacewatch                |
| 631273 | 2006 XK75                | 23 ottobre 2011   | Mount Lemmon Survey       |
| 631274 | 2006 XJ78                | 10 dicembre 2006  | Spacewatch                |
| 631275 | 2006 XW82                | 13 dicembre 2006  | Spacewatch                |
| 631276 | 2006 YV17                | 27 gennaio 2003   | NEAT                      |
| 631277 | 2006 YQ22                | 15 novembre 2006  | Mount Lemmon Survey       |
| 631278 | 2006 YG23                | 1 dicembre 2006   | Mount Lemmon Survey       |
| 631279 | 2006 YS27                | 21 dicembre 2006  | Spacewatch                |
| 631280 | 2006 YV27                | 21 dicembre 2006  | Spacewatch                |
| 631281 | 2006 YW27                | 21 dicembre 2006  | Spacewatch                |
| 631282 | 2006 YS29                | 21 dicembre 2006  | Spacewatch                |
| 631283 | 2006 YY32                | 27 agosto 2005    | NEAT                      |
| 631284 | 2006 YY33                | 25 novembre 2006  | Mount Lemmon Survey       |
| 631285 | 2006 YG36                | 21 dicembre 2006  | Spacewatch                |
| 631286 | 2006 YH37                | 21 dicembre 2006  | Spacewatch                |
| 631287 | 2006 YS39                | 22 dicembre 2006  | Spacewatch                |
| 631288 | 2006 YB43                | 24 dicembre 2006  | Spacewatch                |
| 631289 | 2006 YA47                | 29 marzo 2004     | Spacewatch                |
| 631290 | 2006 YW54                | 21 dicembre 2006  | L. H. Wasserman           |
| 631291 | 2006 YY54                | 25 novembre 2006  | Spacewatch                |
| 631292 | 2006 YU56                | 21 dicembre 2006  | L. H. Wasserman           |
| 631293 | 2006 YN57                | 29 settembre 2009 | Mount Lemmon Survey       |
| 631294 | 2006 YQ57                | 22 dicembre 2012  | K. Sárneczky, G. Hodosán  |
| 631295 | 2006 YD58                | 25 novembre 2006  | Spacewatch                |
| 631296 | 2006 YM58                | 31 marzo 2008     | Mount Lemmon Survey       |
| 631297 | 2006 YN58                | 2 novembre 2010   | Mount Lemmon Survey       |
| 631298 | 2006 YZ58                | 16 dicembre 2006  | Spacewatch                |
| 631299 | 2006 YJ60                | 31 luglio 2005    | NEAT                      |
| 631300 | 2006 YB62                | 21 dicembre 2006  | Spacewatch                |

## 631301–631400
| Nome   | Designazione provvisoria | Data di scoperta | Scopritore                |
| ------ | ------------------------ | ---------------- | ------------------------- |
| 631301 | 2006 YD66                | 27 dicembre 2006 | Mount Lemmon Survey       |
| 631302 | 2006 YF66                | 21 febbraio 2012 | Mount Lemmon Survey       |
| 631303 | 2006 YE67                | 16 dicembre 2006 | Spacewatch                |
| 631304 | 2006 YQ69                | 27 dicembre 2006 | Mount Lemmon Survey       |
| 631305 | 2007 AX5                 | 8 gennaio 2007   | Mount Lemmon Survey       |
| 631306 | 2007 AS15                | 10 gennaio 2007  | Mount Lemmon Survey       |
| 631307 | 2007 AT16                | 15 gennaio 2007  | CSS                       |
| 631308 | 2007 AF20                | 10 gennaio 2007  | Spacewatch                |
| 631309 | 2007 AK32                | 3 agosto 2016    | Pan-STARRS                |
| 631310 | 2007 AH34                | 8 gennaio 2007   | Mount Lemmon Survey       |
| 631311 | 2007 AZ34                | 10 gennaio 2007  | Mount Lemmon Survey       |
| 631312 | 2007 AF35                | 10 gennaio 2007  | Spacewatch                |
| 631313 | 2007 AC36                | 9 gennaio 2007   | Mount Lemmon Survey       |
| 631314 | 2007 BO1                 | 21 dicembre 2006 | NEAT                      |
| 631315 | 2007 BR6                 | 17 novembre 2006 | Mount Lemmon Survey       |
| 631316 | 2007 BF13                | 17 gennaio 2007  | Spacewatch                |
| 631317 | 2007 BQ13                | 17 gennaio 2007  | Spacewatch                |
| 631318 | 2007 BM21                | 24 gennaio 2007  | Spacewatch                |
| 631319 | 2007 BT28                | 17 gennaio 2007  | Mount Lemmon Survey       |
| 631320 | 2007 BZ32                | 24 gennaio 2007  | Mount Lemmon Survey       |
| 631321 | 2007 BZ33                | 24 gennaio 2007  | Mount Lemmon Survey       |
| 631322 | 2007 BM54                | 24 gennaio 2007  | Spacewatch                |
| 631323 | 2007 BX54                | 11 gennaio 2003  | Spacewatch                |
| 631324 | 2007 BU60                | 23 ottobre 2006  | Spacewatch                |
| 631325 | 2007 BO65                | 27 gennaio 2007  | Mount Lemmon Survey       |
| 631326 | 2007 BQ66                | 27 gennaio 2007  | Mount Lemmon Survey       |
| 631327 | 2007 BH76                | 13 dicembre 2006 | Mount Lemmon Survey       |
| 631328 | 2007 BZ76                | 17 gennaio 2007  | NEAT                      |
| 631329 | 2007 BP83                | 8 aprile 2008    | Mount Lemmon Survey       |
| 631330 | 2007 BH86                | 19 gennaio 2007  | Osservatorio di Mauna Kea |
| 631331 | 2007 BB96                | 19 gennaio 2007  | Mauna Kea Obs.            |
| 631332 | 2007 BV98                | 6 febbraio 2007  | Mount Lemmon Survey       |
| 631333 | 2007 BE101               | 23 dicembre 2006 | Mount Lemmon Survey       |
| 631334 | 2007 BR101               | 24 aprile 2003   | Spacewatch                |
| 631335 | 2007 BD103               | 27 gennaio 2007  | Mount Lemmon Survey       |
| 631336 | 2007 BP103               | 24 gennaio 2007  | CSS                       |
| 631337 | 2007 BT103               | 27 gennaio 2007  | Mount Lemmon Survey       |
| 631338 | 2007 BR104               | 3 novembre 2010  | Mount Lemmon Survey       |
| 631339 | 2007 BD109               | 3 dicembre 2015  | Mount Lemmon Survey       |
| 631340 | 2007 BL115               | 27 gennaio 2007  | Mount Lemmon Survey       |
| 631341 | 2007 CE4                 | 6 febbraio 2007  | Spacewatch                |
| 631342 | 2007 CE38                | 27 gennaio 2007  | Mount Lemmon Survey       |
| 631343 | 2007 CK43                | 1 novembre 2006  | Mount Lemmon Survey       |
| 631344 | 2007 CC45                | 24 novembre 2002 | NEAT                      |
| 631345 | 2007 CT49                | 10 febbraio 2007 | Mount Lemmon Survey       |
| 631346 | 2007 CN61                | 15 febbraio 2007 | NEAT                      |
| 631347 | 2007 CZ66                | 13 febbraio 2007 | Mount Lemmon Survey       |
| 631348 | 2007 CH70                | 28 maggio 2008   | Mount Lemmon Survey       |
| 631349 | 2007 CF80                | 10 febbraio 2007 | Mount Lemmon Survey       |
| 631350 | 2007 CB85                | 8 febbraio 2007  | Spacewatch                |
| 631351 | 2007 DR12                | 29 ottobre 2005  | CSS                       |
| 631352 | 2007 DM23                | 17 febbraio 2007 | Spacewatch                |
| 631353 | 2007 DF29                | 17 febbraio 2007 | LINEAR                    |
| 631354 | 2007 DM30                | 17 febbraio 2007 | Spacewatch                |
| 631355 | 2007 DP39                | 19 aprile 1994   | Spacewatch                |
| 631356 | 2007 DJ40                | 19 febbraio 2007 | Mount Lemmon Survey       |
| 631357 | 2007 DB44                | 17 febbraio 2007 | Mount Lemmon Survey       |
| 631358 | 2007 DN57                | 31 agosto 2005   | Spacewatch                |
| 631359 | 2007 DO57                | 21 febbraio 2007 | Mount Lemmon Survey       |
| 631360 | 2007 DD58                | 21 febbraio 2007 | Mount Lemmon Survey       |
| 631361 | 2007 DZ58                | 28 gennaio 2007  | Mount Lemmon Survey       |
| 631362 | 2007 DJ69                | 21 febbraio 2007 | Spacewatch                |
| 631363 | 2007 DA70                | 21 febbraio 2007 | Spacewatch                |
| 631364 | 2007 DD71                | 21 febbraio 2007 | Spacewatch                |
| 631365 | 2007 DT78                | 23 febbraio 2007 | Spacewatch                |
| 631366 | 2007 DX83                | 25 febbraio 2007 | Mount Lemmon Survey       |
| 631367 | 2007 DV84                | 21 febbraio 2007 | R. Holmes                 |
| 631368 | 2007 DW87                | 23 febbraio 2007 | Spacewatch                |
| 631369 | 2007 DJ88                | 28 gennaio 2007  | Mount Lemmon Survey       |
| 631370 | 2007 DT94                | 23 febbraio 2007 | Spacewatch                |
| 631371 | 2007 DW94                | 23 febbraio 2007 | Spacewatch                |
| 631372 | 2007 DK103               | 25 febbraio 2007 | Spacewatch                |
| 631373 | 2007 DP109               | 17 febbraio 2007 | R. A. Tucker              |
| 631374 | 2007 DZ114               | 13 aprile 2012   | Pan-STARRS                |
| 631375 | 2007 DM118               | 7 settembre 2000 | Spacewatch                |
| 631376 | 2007 DT118               | 23 febbraio 2007 | Spacewatch                |
| 631377 | 2007 DB120               | 25 febbraio 2007 | Spacewatch                |
| 631378 | 2007 DF120               | 21 febbraio 2007 | Mount Lemmon Survey       |
| 631379 | 2007 DT120               | 11 ottobre 2012  | Mount Lemmon Survey       |
| 631380 | 2007 DS125               | 16 febbraio 2007 | Mount Lemmon Survey       |
| 631381 | 2007 DG127               | 25 febbraio 2007 | Spacewatch                |
| 631382 | 2007 DY128               | 25 febbraio 2007 | Mount Lemmon Survey       |
| 631383 | 2007 DT129               | 26 febbraio 2007 | Mount Lemmon Survey       |
| 631384 | 2007 DT130               | 25 febbraio 2007 | Mount Lemmon Survey       |
| 631385 | 2007 EW8                 | 28 agosto 2001   | Spacewatch                |
| 631386 | 2007 ET14                | 29 ottobre 2005  | Spacewatch                |
| 631387 | 2007 EK15                | 23 febbraio 2007 | Mount Lemmon Survey       |
| 631388 | 2007 EL15                | 21 gennaio 2002  | Spacewatch                |
| 631389 | 2007 EH20                | 10 marzo 2007    | Mount Lemmon Survey       |
| 631390 | 2007 EK20                | 17 luglio 2004   | CINEOS                    |
| 631391 | 2007 EC24                | 10 marzo 2007    | Mount Lemmon Survey       |
| 631392 | 2007 EE24                | 10 marzo 2007    | Mount Lemmon Survey       |
| 631393 | 2007 ER27                | 9 marzo 2007     | Spacewatch                |
| 631394 | 2007 EC28                | 9 marzo 2007     | CSS                       |
| 631395 | 2007 EO33                | 10 marzo 2007    | Mount Lemmon Survey       |
| 631396 | 2007 EB38                | 11 marzo 2007    | Mount Lemmon Survey       |
| 631397 | 2007 ES44                | 23 febbraio 2007 | Spacewatch                |
| 631398 | 2007 EL55                | 12 marzo 2007    | Mount Lemmon Survey       |
| 631399 | 2007 EP59                | 21 febbraio 2007 | Mount Lemmon Survey       |
| 631400 | 2007 ER67                | 17 febbraio 2007 | Spacewatch                |

## 631401–631500
| Nome   | Designazione provvisoria | Data di scoperta  | Scopritore                              |
| ------ | ------------------------ | ----------------- | --------------------------------------- |
| 631401 | 2007 EL77                | 29 gennaio 2003   | SDSS Collaboration                      |
| 631402 | 2007 EW77                | 18 settembre 1998 | Spacewatch                              |
| 631403 | 2007 ET80                | 21 dicembre 2006  | L. H. Wasserman                         |
| 631404 | 2007 EW83                | 12 marzo 2007     | Mount Lemmon Survey                     |
| 631405 | 2007 EM86                | 20 marzo 2002     | LINEAR                                  |
| 631406 | 2007 ET86                | 11 ottobre 2005   | LONEOS                                  |
| 631407 | 2007 EB92                | 10 marzo 2007     | Spacewatch                              |
| 631408 | 2007 EG100               | 11 marzo 2007     | Spacewatch                              |
| 631409 | 2007 EA103               | 21 febbraio 2007  | Spacewatch                              |
| 631410 | 2007 ED103               | 11 marzo 2007     | Mount Lemmon Survey                     |
| 631411 | 2007 EH103               | 23 febbraio 2007  | Mount Lemmon Survey                     |
| 631412 | 2007 EU106               | 11 marzo 2007     | Spacewatch                              |
| 631413 | 2007 ES119               | 13 marzo 2007     | Mount Lemmon Survey                     |
| 631414 | 2007 EA123               | 11 aprile 2003    | Spacewatch                              |
| 631415 | 2007 ER128               | 23 agosto 2004    | Spacewatch                              |
| 631416 | 2007 ET128               | 9 marzo 2007      | Mount Lemmon Survey                     |
| 631417 | 2007 EG129               | 21 settembre 2001 | Spacewatch                              |
| 631418 | 2007 EA133               | 9 marzo 2007      | Mount Lemmon Survey                     |
| 631419 | 2007 EN140               | 22 febbraio 2007  | Spacewatch                              |
| 631420 | 2007 ES148               | 27 dicembre 2005  | Spacewatch                              |
| 631421 | 2007 EM152               | 1 dicembre 2005   | Mount Lemmon Survey                     |
| 631422 | 2007 ER152               | 12 marzo 2007     | Mount Lemmon Survey                     |
| 631423 | 2007 EY159               | 14 marzo 2007     | Mount Lemmon Survey                     |
| 631424 | 2007 EG162               | 15 marzo 2007     | Mount Lemmon Survey                     |
| 631425 | 2007 EL173               | 14 marzo 2007     | Spacewatch                              |
| 631426 | 2007 EK178               | 2 dicembre 2005   | Spacewatch                              |
| 631427 | 2007 EV183               | 12 marzo 2007     | Mount Lemmon Survey                     |
| 631428 | 2007 ED184               | 12 marzo 2007     | Mount Lemmon Survey                     |
| 631429 | 2007 EP186               | 15 marzo 2007     | Mount Lemmon Survey                     |
| 631430 | 2007 EE187               | 27 ottobre 2005   | Mount Lemmon Survey                     |
| 631431 | 2007 EG190               | 13 marzo 2007     | Mount Lemmon Survey                     |
| 631432 | 2007 EP192               | 14 marzo 2007     | CSS                                     |
| 631433 | 2007 ED194               | 14 marzo 2007     | Spacewatch                              |
| 631434 | 2007 EG205               | 14 settembre 1998 | Spacewatch                              |
| 631435 | 2007 EH206               | 12 marzo 2007     | Mount Lemmon Survey                     |
| 631436 | 2007 EF208               | 14 marzo 2007     | Mount Lemmon Survey                     |
| 631437 | 2007 EQ212               | 23 febbraio 2007  | Spacewatch                              |
| 631438 | 2007 ES225               | 23 maggio 2001    | J. L. Elliot, L. H. Wasserman           |
| 631439 | 2007 ES227               | 27 agosto 2009    | Spacewatch                              |
| 631440 | 2007 EY227               | 11 dicembre 2014  | Mount Lemmon Survey                     |
| 631441 | 2007 EB228               | 9 marzo 2007      | Spacewatch                              |
| 631442 | 2007 EF228               | 9 marzo 2007      | Spacewatch                              |
| 631443 | 2007 ER231               | 2 marzo 2016      | Mount Lemmon Survey                     |
| 631444 | 2007 EY235               | 17 gennaio 2016   | Osservatorio del Roque de los Muchachos |
| 631445 | 2007 EZ235               | 6 settembre 2008  | Mount Lemmon Survey                     |
| 631446 | 2007 EW236               | 28 febbraio 2012  | Pan-STARRS                              |
| 631447 | 2007 EK238               | 13 marzo 2007     | Mount Lemmon Survey                     |
| 631448 | 2007 EQ241               | 11 marzo 2007     | Spacewatch                              |
| 631449 | 2007 EN243               | 15 marzo 2007     | Spacewatch                              |
| 631450 | 2007 FC8                 | 7 ottobre 2004    | Spacewatch                              |
| 631451 | 2007 FL10                | 16 marzo 2007     | Spacewatch                              |
| 631452 | 2007 FM12                | 18 marzo 2007     | Spacewatch                              |
| 631453 | 2007 FV13                | 19 marzo 2007     | Mount Lemmon Survey                     |
| 631454 | 2007 FT17                | 20 marzo 2007     | Mount Lemmon Survey                     |
| 631455 | 2007 FO18                | 17 gennaio 2007   | NEAT                                    |
| 631456 | 2007 FE40                | 19 marzo 2007     | Mount Lemmon Survey                     |
| 631457 | 2007 FY41                | 26 marzo 2007     | Mount Lemmon Survey                     |
| 631458 | 2007 FA49                | 26 marzo 2007     | Mount Lemmon Survey                     |
| 631459 | 2007 FB51                | 18 marzo 2007     | Spacewatch                              |
| 631460 | 2007 FJ54                | 16 marzo 2007     | Spacewatch                              |
| 631461 | 2007 FL56                | 13 febbraio 2011  | Mount Lemmon Survey                     |
| 631462 | 2007 FR56                | 8 novembre 2009   | Spacewatch                              |
| 631463 | 2007 FV59                | 20 marzo 2007     | Spacewatch                              |
| 631464 | 2007 GV3                 | 11 aprile 2007    | N. Teamo, S. F. Hönig                   |
| 631465 | 2007 GE23                | 11 aprile 2007    | Mount Lemmon Survey                     |
| 631466 | 2007 GA26                | 7 dicembre 2005   | Spacewatch                              |
| 631467 | 2007 GX28                | 8 aprile 2007     | W. Bickel                               |
| 631468 | 2007 GR29                | 11 aprile 2007    | SSS                                     |
| 631469 | 2007 GP34                | 11 marzo 2007     | Spacewatch                              |
| 631470 | 2007 GQ34                | 14 aprile 2007    | Spacewatch                              |
| 631471 | 2007 GL39                | 14 aprile 2007    | Spacewatch                              |
| 631472 | 2007 GJ50                | 18 marzo 2007     | Spacewatch                              |
| 631473 | 2007 GG55                | 15 aprile 2007    | Spacewatch                              |
| 631474 | 2007 GD62                | 15 aprile 2007    | Spacewatch                              |
| 631475 | 2007 GH74                | 26 marzo 2007     | Mount Lemmon Survey                     |
| 631476 | 2007 GZ75                | 26 marzo 2007     | Spacewatch                              |
| 631477 | 2007 GY78                | 7 aprile 2007     | Mount Lemmon Survey                     |
| 631478 | 2007 GF79                | 7 marzo 2016      | Pan-STARRS                              |
| 631479 | 2007 HT9                 | 18 aprile 2007    | Mount Lemmon Survey                     |
| 631480 | 2007 HR13                | 11 aprile 2007    | Mount Lemmon Survey                     |
| 631481 | 2007 HE19                | 18 settembre 2001 | Spacewatch                              |
| 631482 | 2007 HS19                | 14 aprile 2007    | Spacewatch                              |
| 631483 | 2007 HH31                | 11 settembre 2004 | Spacewatch                              |
| 631484 | 2007 HU40                | 8 aprile 2002     | Spacewatch                              |
| 631485 | 2007 HY41                | 12 ottobre 2005   | Spacewatch                              |
| 631486 | 2007 HD45                | 4 settembre 2000  | Spacewatch                              |
| 631487 | 2007 HF53                | 18 settembre 2003 | Spacewatch                              |
| 631488 | 2007 HD63                | 26 marzo 2003     | Spacewatch                              |
| 631489 | 2007 HW64                | 22 aprile 2007    | Mount Lemmon Survey                     |
| 631490 | 2007 HZ64                | 22 aprile 2007    | Mount Lemmon Survey                     |
| 631491 | 2007 HK74                | 20 settembre 2003 | LONEOS                                  |
| 631492 | 2007 HE77                | 7 gennaio 2006    | Mount Lemmon Survey                     |
| 631493 | 2007 HN78                | 9 gennaio 2002    | Spacewatch                              |
| 631494 | 2007 HV84                | 5 gennaio 2006    | Mount Lemmon Survey                     |
| 631495 | 2007 HA91                | 18 aprile 2007    | Spacewatch                              |
| 631496 | 2007 HU92                | 23 aprile 2007    | Spacewatch                              |
| 631497 | 2007 HD99                | 25 aprile 2007    | Spacewatch                              |
| 631498 | 2007 HY100               | 27 settembre 2009 | Spacewatch                              |
| 631499 | 2007 HZ100               | 25 febbraio 2011  | Mount Lemmon Survey                     |
| 631500 | 2007 HX102               | 24 aprile 2007    | Mount Lemmon Survey                     |

## 631501–631600
| Nome   | Designazione provvisoria | Data di scoperta  | Scopritore                                        |
| ------ | ------------------------ | ----------------- | ------------------------------------------------- |
| 631501 | 2007 HL104               | 17 ottobre 2010   | Mount Lemmon Survey                               |
| 631502 | 2007 HT104               | 25 aprile 2007    | Spacewatch                                        |
| 631503 | 2007 HA105               | 13 marzo 2011     | Spacewatch                                        |
| 631504 | 2007 HR105               | 18 agosto 2009    | Spacewatch                                        |
| 631505 | 2007 HZ105               | 28 maggio 2012    | Mount Lemmon Survey                               |
| 631506 | 2007 HF106               | 12 febbraio 2011  | Mount Lemmon Survey                               |
| 631507 | 2007 HM107               | 19 aprile 2007    | Spacewatch                                        |
| 631508 | 2007 HZ113               | 19 aprile 2007    | Spacewatch                                        |
| 631509 | 2007 HC117               | 22 aprile 2007    | Spacewatch                                        |
| 631510 | 2007 HD117               | 18 aprile 2007    | Mount Lemmon Survey                               |
| 631511 | 2007 JP6                 | 19 aprile 2002    | Spacewatch                                        |
| 631512 | 2007 JR7                 | 18 aprile 2007    | Spacewatch                                        |
| 631513 | 2007 JZ9                 | 13 marzo 2007     | Mount Lemmon Survey                               |
| 631514 | 2007 JN20                | 22 aprile 2007    | Spacewatch                                        |
| 631515 | 2007 JD30                | 11 maggio 2007    | Mount Lemmon Survey                               |
| 631516 | 2007 JM34                | 20 aprile 2007    | Spacewatch                                        |
| 631517 | 2007 JQ35                | 22 aprile 2007    | Spacewatch                                        |
| 631518 | 2007 JY37                | 12 maggio 2007    | Mount Lemmon Survey                               |
| 631519 | 2007 JH38                | 20 aprile 2007    | Spacewatch                                        |
| 631520 | 2007 JR39                | 26 febbraio 2007  | Mount Lemmon Survey                               |
| 631521 | 2007 JS39                | 11 maggio 2007    | SSS                                               |
| 631522 | 2007 JU48                | 10 ottobre 2010   | Mount Lemmon Survey                               |
| 631523 | 2007 JB49                | 9 settembre 2008  | Mount Lemmon Survey                               |
| 631524 | 2007 JQ49                | 3 settembre 2008  | Spacewatch                                        |
| 631525 | 2007 KF                  | 4 aprile 2003     | Spacewatch                                        |
| 631526 | 2007 KJ11                | 8 novembre 2009   | Mount Lemmon Survey                               |
| 631527 | 2007 KL11                | 11 marzo 2011     | CSS                                               |
| 631528 | 2007 LB23                | 13 giugno 2007    | Spacewatch                                        |
| 631529 | 2007 LF27                | 12 giugno 2007    | Spacewatch                                        |
| 631530 | 2007 LW29                | 30 gennaio 2006   | Spacewatch                                        |
| 631531 | 2007 LV31                | 15 giugno 2007    | Spacewatch                                        |
| 631532 | 2007 LL38                | 23 novembre 2009  | Mount Lemmon Survey                               |
| 631533 | 2007 MZ                  | 4 febbraio 2006   | Mount Lemmon Survey                               |
| 631534 | 2007 MJ18                | 5 dicembre 1999   | Spacewatch                                        |
| 631535 | 2007 MJ22                | 22 giugno 2007    | Spacewatch                                        |
| 631536 | 2007 MA28                | 4 ottobre 2013    | Mount Lemmon Survey                               |
| 631537 | 2007 MQ29                | 20 gennaio 2015   | Pan-STARRS                                        |
| 631538 | 2007 MO30                | 21 giugno 2007    | Mount Lemmon Survey                               |
| 631539 | 2007 NQ7                 | 21 dicembre 2008  | CSS                                               |
| 631540 | 2007 OM6                 | 23 agosto 2003    | NEAT                                              |
| 631541 | 2007 OU11                | 11 ottobre 2012   | Mount Lemmon Survey                               |
| 631542 | 2007 PK1                 | 14 gennaio 2011   | Spacewatch                                        |
| 631543 | 2007 PV4                 | 9 agosto 2007     | Spacewatch                                        |
| 631544 | 2007 PZ12                | 27 settembre 2003 | LONEOS                                            |
| 631545 | 2007 PN28                | 14 agosto 2007    | Osservatorio astronomico della Montagna pistoiese |
| 631546 | 2007 PA33                | 8 novembre 2010   | Mount Lemmon Survey                               |
| 631547 | 2007 PU49                | 10 agosto 2007    | Spacewatch                                        |
| 631548 | 2007 PJ51                | 10 agosto 2007    | Spacewatch                                        |
| 631549 | 2007 PV51                | 6 novembre 2008   | Spacewatch                                        |
| 631550 | 2007 PJ52                | 10 agosto 2007    | Spacewatch                                        |
| 631551 | 2007 PH53                | 25 ottobre 2008   | Spacewatch                                        |
| 631552 | 2007 PZ53                | 10 agosto 2007    | Spacewatch                                        |
| 631553 | 2007 PT54                | 10 agosto 2007    | Spacewatch                                        |
| 631554 | 2007 QU2                 | 22 agosto 2007    | G. Hug                                            |
| 631555 | 2007 QL3                 | 18 agosto 2007    | R. Gierlinger                                     |
| 631556 | 2007 QM19                | 23 agosto 2007    | Spacewatch                                        |
| 631557 | 2007 RW1                 | 1 settembre 2007  | K. Sárneczky, L. Kiss                             |
| 631558 | 2007 RS5                 | 5 settembre 2007  | C. Rinner, F. Kugel                               |
| 631559 | 2007 RZ13                | 10 settembre 2007 | Mount Lemmon Survey                               |
| 631560 | 2007 RQ14                | 11 settembre 2007 | Osservatorio astronomico di Remanzacco            |
| 631561 | 2007 RP18                | 7 maggio 2006     | Mount Lemmon Survey                               |
| 631562 | 2007 RF25                | 4 settembre 2007  | Mount Lemmon Survey                               |
| 631563 | 2007 RO26                | 4 settembre 2007  | Mount Lemmon Survey                               |
| 631564 | 2007 RF44                | 9 settembre 2007  | Spacewatch                                        |
| 631565 | 2007 RC50                | 9 settembre 2007  | Mount Lemmon Survey                               |
| 631566 | 2007 RT50                | 20 novembre 2003  | Spacewatch                                        |
| 631567 | 2007 RK53                | 9 settembre 2007  | Spacewatch                                        |
| 631568 | 2007 RT56                | 9 settembre 2007  | Spacewatch                                        |
| 631569 | 2007 RX58                | 10 settembre 2007 | Spacewatch                                        |
| 631570 | 2007 RB64                | 2 febbraio 2001   | Spacewatch                                        |
| 631571 | 2007 RX70                | 10 settembre 2007 | Spacewatch                                        |
| 631572 | 2007 RG71                | 10 settembre 2007 | Spacewatch                                        |
| 631573 | 2007 RV75                | 24 maggio 2006    | Spacewatch                                        |
| 631574 | 2007 RO80                | 10 settembre 2007 | Mount Lemmon Survey                               |
| 631575 | 2007 RD82                | 31 gennaio 2006   | Spacewatch                                        |
| 631576 | 2007 RN90                | 10 settembre 2007 | Mount Lemmon Survey                               |
| 631577 | 2007 RV90                | 10 settembre 2007 | Mount Lemmon Survey                               |
| 631578 | 2007 RN100               | 11 settembre 2007 | Mount Lemmon Survey                               |
| 631579 | 2007 RP105               | 11 settembre 2007 | Mount Lemmon Survey                               |
| 631580 | 2007 RU108               | 11 settembre 2007 | Spacewatch                                        |
| 631581 | 2007 RK110               | 11 settembre 2007 | Mount Lemmon Survey                               |
| 631582 | 2007 RM110               | 11 settembre 2007 | Mount Lemmon Survey                               |
| 631583 | 2007 RD127               | 4 ottobre 2003    | Spacewatch                                        |
| 631584 | 2007 RO127               | 27 febbraio 2006  | Mount Lemmon Survey                               |
| 631585 | 2007 RV127               | 12 settembre 2007 | Mount Lemmon Survey                               |
| 631586 | 2007 RS128               | 12 settembre 2007 | Mount Lemmon Survey                               |
| 631587 | 2007 RO135               | 13 settembre 2007 | Spacewatch                                        |
| 631588 | 2007 RU135               | 13 settembre 2007 | W. Bickel                                         |
| 631589 | 2007 RA144               | 5 novembre 2004   | NEAT                                              |
| 631590 | 2007 RJ147               | 11 settembre 2007 | PMO NEO                                           |
| 631591 | 2007 RA150               | 8 settembre 2007  | W. Bickel                                         |
| 631592 | 2007 RE159               | 24 agosto 2007    | Spacewatch                                        |
| 631593 | 2007 RQ159               | 16 marzo 2005     | Mount Lemmon Survey                               |
| 631594 | 2007 RA160               | 12 settembre 2007 | Mount Lemmon Survey                               |
| 631595 | 2007 RF161               | 13 settembre 2007 | Mount Lemmon Survey                               |
| 631596 | 2007 RT164               | 18 luglio 2007    | Mount Lemmon Survey                               |
| 631597 | 2007 RU164               | 10 settembre 2007 | Spacewatch                                        |
| 631598 | 2007 RN170               | 10 settembre 2007 | Spacewatch                                        |
| 631599 | 2007 RH177               | 10 settembre 2007 | Mount Lemmon Survey                               |
| 631600 | 2007 RX184               | 1 agosto 2000     | M. W. Buie, S. D. Kern                            |

## 631601–631700
| Nome   | Designazione provvisoria | Data di scoperta  | Scopritore                    |
| ------ | ------------------------ | ----------------- | ----------------------------- |
| 631601 | 2007 RO191               | 11 settembre 2007 | Spacewatch                    |
| 631602 | 2007 RN194               | 1 aprile 2005     | Spacewatch                    |
| 631603 | 2007 RO194               | 12 settembre 2007 | Spacewatch                    |
| 631604 | 2007 RH195               | 12 settembre 2007 | Spacewatch                    |
| 631605 | 2007 RD199               | 13 settembre 2007 | Spacewatch                    |
| 631606 | 2007 RU203               | 16 marzo 2005     | Mount Lemmon Survey           |
| 631607 | 2007 RO208               | 10 settembre 2007 | Spacewatch                    |
| 631608 | 2007 RC214               | 13 dicembre 2004  | Spacewatch                    |
| 631609 | 2007 RM214               | 12 settembre 2007 | Spacewatch                    |
| 631610 | 2007 RT219               | 14 settembre 2007 | CSS                           |
| 631611 | 2007 RH225               | 10 settembre 2007 | Spacewatch                    |
| 631612 | 2007 RR228               | 11 settembre 2007 | Mount Lemmon Survey           |
| 631613 | 2007 RT231               | 11 settembre 2007 | Mount Lemmon Survey           |
| 631614 | 2007 RT248               | 13 settembre 2007 | Mount Lemmon Survey           |
| 631615 | 2007 RM251               | 13 settembre 2007 | Spacewatch                    |
| 631616 | 2007 RA254               | 6 luglio 2003     | Spacewatch                    |
| 631617 | 2007 RP254               | 3 marzo 2005      | CSS                           |
| 631618 | 2007 RA261               | 14 settembre 2007 | Spacewatch                    |
| 631619 | 2007 RV266               | 15 settembre 2007 | Mount Lemmon Survey           |
| 631620 | 2007 RK274               | 5 settembre 2007  | Osservatorio di Mauna Kea     |
| 631621 | 2007 RZ277               | 12 aprile 2002    | NEAT                          |
| 631622 | 2007 RA317               | 10 settembre 2007 | Mount Lemmon Survey           |
| 631623 | 2007 RM318               | 11 settembre 2007 | Spacewatch                    |
| 631624 | 2007 RV320               | 15 settembre 2007 | Spacewatch                    |
| 631625 | 2007 RS327               | 11 settembre 2007 | Mount Lemmon Survey           |
| 631626 | 2007 RP329               | 28 marzo 2003     | K. Sárneczky                  |
| 631627 | 2007 RY332               | 10 settembre 2007 | Spacewatch                    |
| 631628 | 2007 RD333               | 14 agosto 2012    | Pan-STARRS                    |
| 631629 | 2007 RN333               | 6 maggio 2011     | Mount Lemmon Survey           |
| 631630 | 2007 RP333               | 12 agosto 2007    | PMO NEO                       |
| 631631 | 2007 RT333               | 29 gennaio 2009   | Mount Lemmon Survey           |
| 631632 | 2007 RM334               | 12 settembre 2007 | Mount Lemmon Survey           |
| 631633 | 2007 RQ334               | 11 novembre 2013  | Mount Lemmon Survey           |
| 631634 | 2007 RT334               | 26 gennaio 2015   | Pan-STARRS                    |
| 631635 | 2007 RR336               | 13 settembre 2007 | Spacewatch                    |
| 631636 | 2007 RE339               | 4 dicembre 2008   | Spacewatch                    |
| 631637 | 2007 RA340               | 14 settembre 2007 | Mount Lemmon Survey           |
| 631638 | 2007 RB340               | 14 settembre 2007 | CSS                           |
| 631639 | 2007 RF340               | 24 luglio 2015    | Pan-STARRS                    |
| 631640 | 2007 RQ341               | 28 novembre 2013  | Mount Lemmon Survey           |
| 631641 | 2007 RM342               | 21 maggio 2011    | Mount Lemmon Survey           |
| 631642 | 2007 RD344               | 1 novembre 2008   | Mount Lemmon Survey           |
| 631643 | 2007 RV351               | 14 settembre 2007 | Mount Lemmon Survey           |
| 631644 | 2007 RJ353               | 13 settembre 2007 | Mount Lemmon Survey           |
| 631645 | 2007 RN354               | 11 settembre 2007 | Mount Lemmon Survey           |
| 631646 | 2007 RU354               | 14 settembre 2007 | Mount Lemmon Survey           |
| 631647 | 2007 RY358               | 12 settembre 2007 | Mount Lemmon Survey           |
| 631648 | 2007 RH364               | 13 settembre 2007 | Mount Lemmon Survey           |
| 631649 | 2007 RX367               | 10 settembre 2007 | Spacewatch                    |
| 631650 | 2007 RE375               | 12 settembre 2007 | Mount Lemmon Survey           |
| 631651 | 2007 SK8                 | 18 settembre 2007 | Spacewatch                    |
| 631652 | 2007 SR8                 | 18 settembre 2007 | Spacewatch                    |
| 631653 | 2007 SU12                | 19 settembre 2007 | Spacewatch                    |
| 631654 | 2007 SU14                | 3 ottobre 2003    | Spacewatch                    |
| 631655 | 2007 SJ26                | 9 settembre 2007  | Spacewatch                    |
| 631656 | 2007 ST29                | 13 settembre 2007 | Mount Lemmon Survey           |
| 631657 | 2007 TX1                 | 16 marzo 2005     | Mount Lemmon Survey           |
| 631658 | 2007 TH2                 | 27 febbraio 2006  | Spacewatch                    |
| 631659 | 2007 TL6                 | 11 settembre 2007 | CSS                           |
| 631660 | 2007 TQ20                | 7 ottobre 2007    | Mount Lemmon Survey           |
| 631661 | 2007 TQ21                | 1 novembre 2002   | NEAT                          |
| 631662 | 2007 TU29                | 4 ottobre 2007    | Spacewatch                    |
| 631663 | 2007 TA36                | 10 ottobre 2007   | Spacewatch                    |
| 631664 | 2007 TB37                | 4 settembre 2007  | Mount Lemmon Survey           |
| 631665 | 2007 TC54                | 4 ottobre 2007    | Spacewatch                    |
| 631666 | 2007 TJ57                | 4 ottobre 2007    | Spacewatch                    |
| 631667 | 2007 TC88                | 8 ottobre 2007    | Mount Lemmon Survey           |
| 631668 | 2007 TG90                | 8 ottobre 2007    | Mount Lemmon Survey           |
| 631669 | 2007 TS91                | 4 ottobre 2007    | Spacewatch                    |
| 631670 | 2007 TH93                | 6 ottobre 2007    | Spacewatch                    |
| 631671 | 2007 TV101               | 8 ottobre 2007    | Mount Lemmon Survey           |
| 631672 | 2007 TU110               | 10 settembre 2007 | Mount Lemmon Survey           |
| 631673 | 2007 TX110               | 23 agosto 2007    | Spacewatch                    |
| 631674 | 2007 TA116               | 8 ottobre 2007    | Mount Lemmon Survey           |
| 631675 | 2007 TF117               | 9 ottobre 2007    | Spacewatch                    |
| 631676 | 2007 TV117               | 23 maggio 2001    | J. L. Elliot, L. H. Wasserman |
| 631677 | 2007 TG133               | 7 ottobre 2007    | Mount Lemmon Survey           |
| 631678 | 2007 TT142               | 14 ottobre 2007   | F. Kugel                      |
| 631679 | 2007 TH166               | 10 ottobre 2007   | CSS                           |
| 631680 | 2007 TF168               | 9 ottobre 2007    | S. Matičič                    |
| 631681 | 2007 TY175               | 4 marzo 2005      | Mount Lemmon Survey           |
| 631682 | 2007 TN188               | 17 marzo 2005     | Spacewatch                    |
| 631683 | 2007 TH189               | 4 ottobre 2007    | Mount Lemmon Survey           |
| 631684 | 2007 TL192               | 14 febbraio 2004  | NEAT                          |
| 631685 | 2007 TY205               | 17 febbraio 2015  | Pan-STARRS                    |
| 631686 | 2007 TV207               | 11 settembre 2007 | Mount Lemmon Survey           |
| 631687 | 2007 TO212               | 25 settembre 2007 | Mount Lemmon Survey           |
| 631688 | 2007 TF227               | 8 ottobre 2007    | Spacewatch                    |
| 631689 | 2007 TW229               | 8 ottobre 2007    | Spacewatch                    |
| 631690 | 2007 TC236               | 9 ottobre 2007    | Mount Lemmon Survey           |
| 631691 | 2007 TF238               | 10 ottobre 2007   | Spacewatch                    |
| 631692 | 2007 TB251               | 11 ottobre 2007   | Mount Lemmon Survey           |
| 631693 | 2007 TS252               | 11 settembre 2007 | Mount Lemmon Survey           |
| 631694 | 2007 TN253               | 8 ottobre 2007    | Mount Lemmon Survey           |
| 631695 | 2007 TS256               | 10 ottobre 2007   | Spacewatch                    |
| 631696 | 2007 TD259               | 14 settembre 2007 | Mount Lemmon Survey           |
| 631697 | 2007 TH259               | 10 ottobre 2007   | Mount Lemmon Survey           |
| 631698 | 2007 TV260               | 6 ottobre 2007    | Spacewatch                    |
| 631699 | 2007 TO263               | 11 ottobre 2007   | Spacewatch                    |
| 631700 | 2007 TZ263               | 11 ottobre 2007   | Spacewatch                    |

## 631701–631800
| Nome   | Designazione provvisoria | Data di scoperta  | Scopritore          |
| ------ | ------------------------ | ----------------- | ------------------- |
| 631701 | 2007 TL265               | 11 ottobre 2007   | Spacewatch          |
| 631702 | 2007 TT267               | 9 ottobre 2007    | Spacewatch          |
| 631703 | 2007 TE272               | 9 ottobre 2007    | Spacewatch          |
| 631704 | 2007 TL277               | 11 ottobre 2007   | Mount Lemmon Survey |
| 631705 | 2007 TD279               | 17 ottobre 2003   | Spacewatch          |
| 631706 | 2007 TA296               | 10 ottobre 2007   | Mount Lemmon Survey |
| 631707 | 2007 TY297               | 11 ottobre 2007   | Mount Lemmon Survey |
| 631708 | 2007 TH304               | 12 ottobre 2007   | Mount Lemmon Survey |
| 631709 | 2007 TD308               | 14 settembre 2007 | Mount Lemmon Survey |
| 631710 | 2007 TP311               | 14 settembre 2007 | Mount Lemmon Survey |
| 631711 | 2007 TW312               | 11 ottobre 2007   | Mount Lemmon Survey |
| 631712 | 2007 TN314               | 11 ottobre 2007   | Mount Lemmon Survey |
| 631713 | 2007 TS324               | 11 ottobre 2007   | Spacewatch          |
| 631714 | 2007 TV327               | 11 ottobre 2007   | Spacewatch          |
| 631715 | 2007 TN336               | 15 settembre 2007 | Mount Lemmon Survey |
| 631716 | 2007 TU336               | 2 febbraio 2006   | Spacewatch          |
| 631717 | 2007 TX338               | 17 aprile 2005    | Spacewatch          |
| 631718 | 2007 TH339               | 11 settembre 2007 | Mount Lemmon Survey |
| 631719 | 2007 TK340               | 20 settembre 2007 | Spacewatch          |
| 631720 | 2007 TP342               | 4 febbraio 2000   | Spacewatch          |
| 631721 | 2007 TR349               | 15 ottobre 2007   | Mount Lemmon Survey |
| 631722 | 2007 TQ359               | 10 marzo 2005     | Mount Lemmon Survey |
| 631723 | 2007 TZ366               | 9 ottobre 2007    | Spacewatch          |
| 631724 | 2007 TL370               | 12 ottobre 2007   | Mount Lemmon Survey |
| 631725 | 2007 TM371               | 3 settembre 2002  | NEAT                |
| 631726 | 2007 TN378               | 12 ottobre 2007   | Mount Lemmon Survey |
| 631727 | 2007 TR378               | 12 ottobre 2007   | Mount Lemmon Survey |
| 631728 | 2007 TT378               | 12 settembre 2007 | Spacewatch          |
| 631729 | 2007 TY378               | 24 luglio 2003    | NEAT                |
| 631730 | 2007 TA380               | 8 ottobre 2007    | CSS                 |
| 631731 | 2007 TE384               | 14 ottobre 2007   | Mount Lemmon Survey |
| 631732 | 2007 TY393               | 15 settembre 2007 | Mount Lemmon Survey |
| 631733 | 2007 TV396               | 15 ottobre 2007   | Spacewatch          |
| 631734 | 2007 TD397               | 12 maggio 2005    | Spacewatch          |
| 631735 | 2007 TS401               | 15 ottobre 2007   | Mount Lemmon Survey |
| 631736 | 2007 TU401               | 15 ottobre 2007   | Mount Lemmon Survey |
| 631737 | 2007 TS402               | 15 ottobre 2007   | Mount Lemmon Survey |
| 631738 | 2007 TX404               | 15 ottobre 2007   | Spacewatch          |
| 631739 | 2007 TP408               | 15 ottobre 2007   | Spacewatch          |
| 631740 | 2007 TX409               | 15 ottobre 2007   | W. Ries             |
| 631741 | 2007 TU413               | 29 febbraio 2004  | Spacewatch          |
| 631742 | 2007 TG420               | 9 ottobre 2007    | CSS                 |
| 631743 | 2007 TT421               | 6 maggio 2006     | Spacewatch          |
| 631744 | 2007 TZ434               | 15 marzo 2004     | Spacewatch          |
| 631745 | 2007 TN437               | 20 dicembre 2004  | Mount Lemmon Survey |
| 631746 | 2007 TO438               | 10 ottobre 2007   | Spacewatch          |
| 631747 | 2007 TQ438               | 10 ottobre 2007   | Spacewatch          |
| 631748 | 2007 TG439               | 16 marzo 2004     | Spacewatch          |
| 631749 | 2007 TE442               | 10 ottobre 2007   | CSS                 |
| 631750 | 2007 TH452               | 10 settembre 2007 | Mount Lemmon Survey |
| 631751 | 2007 TP453               | 30 settembre 2002 | AMOS                |
| 631752 | 2007 TQ454               | 9 settembre 2007  | Spacewatch          |
| 631753 | 2007 TY454               | 9 ottobre 2007    | Spacewatch          |
| 631754 | 2007 TP456               | 11 marzo 2005     | Mount Lemmon Survey |
| 631755 | 2007 TC460               | 12 ottobre 2007   | Mount Lemmon Survey |
| 631756 | 2007 TJ460               | 8 settembre 2011  | Spacewatch          |
| 631757 | 2007 TX460               | 12 ottobre 2007   | Spacewatch          |
| 631758 | 2007 TW461               | 9 ottobre 2007    | Spacewatch          |
| 631759 | 2007 TQ462               | 8 ottobre 2007    | Spacewatch          |
| 631760 | 2007 TA466               | 11 marzo 2011     | Mount Lemmon Survey |
| 631761 | 2007 TC466               | 9 aprile 2010     | Mount Lemmon Survey |
| 631762 | 2007 TH466               | 9 ottobre 2007    | Spacewatch          |
| 631763 | 2007 TO466               | 18 febbraio 2010  | Mount Lemmon Survey |
| 631764 | 2007 TP466               | 10 agosto 2007    | Spacewatch          |
| 631765 | 2007 TW466               | 18 febbraio 2015  | Mount Lemmon Survey |
| 631766 | 2007 TX466               | 8 ottobre 2007    | Spacewatch          |
| 631767 | 2007 TB467               | 2 novembre 2013   | Mount Lemmon Survey |
| 631768 | 2007 TH467               | 10 ottobre 2007   | CSS                 |
| 631769 | 2007 TB469               | 6 maggio 2011     | Mount Lemmon Survey |
| 631770 | 2007 TF469               | 21 maggio 2014    | Pan-STARRS          |
| 631771 | 2007 TE471               | 4 ottobre 2007    | Mount Lemmon Survey |
| 631772 | 2007 TV473               | 13 ottobre 2007   | Mount Lemmon Survey |
| 631773 | 2007 TJ474               | 4 ottobre 2007    | Spacewatch          |
| 631774 | 2007 TM474               | 23 gennaio 2015   | Pan-STARRS          |
| 631775 | 2007 TO477               | 30 dicembre 2008  | Mount Lemmon Survey |
| 631776 | 2007 TR477               | 15 febbraio 2010  | Spacewatch          |
| 631777 | 2007 TU477               | 12 ottobre 1996   | Spacewatch          |
| 631778 | 2007 TT480               | 13 ottobre 2007   | Mount Lemmon Survey |
| 631779 | 2007 TX480               | 10 ottobre 2007   | Spacewatch          |
| 631780 | 2007 TS483               | 15 ottobre 2007   | Mount Lemmon Survey |
| 631781 | 2007 TF485               | 12 ottobre 2007   | Spacewatch          |
| 631782 | 2007 TM485               | 15 ottobre 2007   | Spacewatch          |
| 631783 | 2007 TZ485               | 9 ottobre 2007    | Spacewatch          |
| 631784 | 2007 TS490               | 9 ottobre 2007    | Mount Lemmon Survey |
| 631785 | 2007 UO5                 | 11 ottobre 2007   | Spacewatch          |
| 631786 | 2007 UF23                | 8 ottobre 2007    | Mount Lemmon Survey |
| 631787 | 2007 UW26                | 16 ottobre 2007   | Mount Lemmon Survey |
| 631788 | 2007 UO27                | 3 marzo 2005      | CSS                 |
| 631789 | 2007 UU27                | 16 ottobre 2007   | Mount Lemmon Survey |
| 631790 | 2007 UT30                | 19 ottobre 2007   | CSS                 |
| 631791 | 2007 UB32                | 19 ottobre 2007   | Mount Lemmon Survey |
| 631792 | 2007 UD40                | 8 maggio 2005     | Spacewatch          |
| 631793 | 2007 UF40                | 20 ottobre 2007   | Mount Lemmon Survey |
| 631794 | 2007 UE43                | 6 ottobre 2007    | Spacewatch          |
| 631795 | 2007 UM45                | 19 ottobre 2007   | Spacewatch          |
| 631796 | 2007 UJ50                | 24 ottobre 2007   | Mount Lemmon Survey |
| 631797 | 2007 UE53                | 30 ottobre 2007   | Spacewatch          |
| 631798 | 2007 UR59                | 30 ottobre 2007   | Mount Lemmon Survey |
| 631799 | 2007 UG61                | 8 ottobre 2007    | Spacewatch          |
| 631800 | 2007 UP61                | 4 maggio 2005     | Mount Lemmon Survey |

## 631801–631900
| Nome   | Designazione provvisoria | Data di scoperta  | Scopritore                  |
| ------ | ------------------------ | ----------------- | --------------------------- |
| 631801 | 2007 UR61                | 12 marzo 2005     | M. W. Buie, L. H. Wasserman |
| 631802 | 2007 UQ63                | 30 ottobre 2007   | Mount Lemmon Survey         |
| 631803 | 2007 US68                | 30 ottobre 2007   | Mount Lemmon Survey         |
| 631804 | 2007 UW68                | 30 ottobre 2007   | Mount Lemmon Survey         |
| 631805 | 2007 UX70                | 30 ottobre 2007   | Mount Lemmon Survey         |
| 631806 | 2007 UT72                | 16 maggio 2005    | Mount Lemmon Survey         |
| 631807 | 2007 UL75                | 31 ottobre 2007   | Mount Lemmon Survey         |
| 631808 | 2007 UG76                | 11 ottobre 2007   | Spacewatch                  |
| 631809 | 2007 UF77                | 27 giugno 2005    | Mount Lemmon Survey         |
| 631810 | 2007 UL81                | 19 ottobre 2007   | Mount Lemmon Survey         |
| 631811 | 2007 UT91                | 30 ottobre 2007   | Mount Lemmon Survey         |
| 631812 | 2007 UK92                | 21 ottobre 2007   | Spacewatch                  |
| 631813 | 2007 UK94                | 31 ottobre 2007   | Mount Lemmon Survey         |
| 631814 | 2007 UD97                | 9 settembre 2007  | Mount Lemmon Survey         |
| 631815 | 2007 UF107               | 3 maggio 2006     | Mount Lemmon Survey         |
| 631816 | 2007 UW108               | 30 ottobre 2007   | Spacewatch                  |
| 631817 | 2007 UZ122               | 7 ottobre 2007    | Mount Lemmon Survey         |
| 631818 | 2007 UY124               | 29 novembre 2013  | Mount Lemmon Survey         |
| 631819 | 2007 UN126               | 19 ottobre 2007   | Mount Lemmon Survey         |
| 631820 | 2007 US129               | 16 ottobre 2007   | Spacewatch                  |
| 631821 | 2007 UK131               | 20 settembre 2001 | Spacewatch                  |
| 631822 | 2007 UA138               | 19 ottobre 2007   | Spacewatch                  |
| 631823 | 2007 UO142               | 20 ottobre 2007   | Mount Lemmon Survey         |
| 631824 | 2007 UM144               | 21 settembre 2003 | Spacewatch                  |
| 631825 | 2007 UA146               | 27 agosto 2012    | Pan-STARRS                  |
| 631826 | 2007 UH146               | 25 maggio 2011    | Spacewatch                  |
| 631827 | 2007 UD148               | 19 ottobre 2007   | Spacewatch                  |
| 631828 | 2007 UF148               | 21 ottobre 2007   | Mount Lemmon Survey         |
| 631829 | 2007 UJ148               | 11 febbraio 2015  | Mount Lemmon Survey         |
| 631830 | 2007 UQ148               | 19 ottobre 2007   | Spacewatch                  |
| 631831 | 2007 UD149               | 24 ottobre 2007   | Mount Lemmon Survey         |
| 631832 | 2007 UM149               | 19 ottobre 2007   | CSS                         |
| 631833 | 2007 UO149               | 6 giugno 2011     | Mount Lemmon Survey         |
| 631834 | 2007 US149               | 16 ottobre 2007   | Spacewatch                  |
| 631835 | 2007 UF153               | 25 aprile 2014    | Mount Lemmon Survey         |
| 631836 | 2007 UY153               | 5 luglio 2006     | Osservatorio Lulin          |
| 631837 | 2007 UG155               | 20 ottobre 2007   | Spacewatch                  |
| 631838 | 2007 UQ155               | 16 ottobre 2007   | Spacewatch                  |
| 631839 | 2007 UL159               | 19 ottobre 2007   | Spacewatch                  |
| 631840 | 2007 UE161               | 20 ottobre 2007   | Mount Lemmon Survey         |
| 631841 | 2007 UR161               | 20 ottobre 2007   | Mount Lemmon Survey         |
| 631842 | 2007 UD162               | 16 ottobre 2007   | Mount Lemmon Survey         |
| 631843 | 2007 UZ165               | 20 ottobre 2007   | Spacewatch                  |
| 631844 | 2007 VE5                 | 3 novembre 2007   | F. Kugel                    |
| 631845 | 2007 VF13                | 1 novembre 2007   | Mount Lemmon Survey         |
| 631846 | 2007 VJ14                | 18 ottobre 2007   | Spacewatch                  |
| 631847 | 2007 VH23                | 2 novembre 2007   | Mount Lemmon Survey         |
| 631848 | 2007 VT27                | 8 ottobre 2007    | Mount Lemmon Survey         |
| 631849 | 2007 VD29                | 3 novembre 2007   | Mount Lemmon Survey         |
| 631850 | 2007 VR31                | 2 novembre 2007   | Spacewatch                  |
| 631851 | 2007 VR36                | 2 novembre 2007   | Mount Lemmon Survey         |
| 631852 | 2007 VF42                | 12 ottobre 2007   | Mount Lemmon Survey         |
| 631853 | 2007 VJ44                | 1 novembre 2007   | Spacewatch                  |
| 631854 | 2007 VC51                | 1 novembre 2007   | Spacewatch                  |
| 631855 | 2007 VD52                | 17 marzo 2004     | Spacewatch                  |
| 631856 | 2007 VQ52                | 25 ottobre 2001   | SDSS Collaboration          |
| 631857 | 2007 VU53                | 1 novembre 2007   | Spacewatch                  |
| 631858 | 2007 VW59                | 2 novembre 2007   | Mount Lemmon Survey         |
| 631859 | 2007 VR68                | 8 marzo 2005      | Spacewatch                  |
| 631860 | 2007 VB69                | 28 agosto 1995    | Spacewatch                  |
| 631861 | 2007 VK69                | 4 novembre 2007   | Mount Lemmon Survey         |
| 631862 | 2007 VE71                | 4 novembre 2007   | Spacewatch                  |
| 631863 | 2007 VK73                | 2 novembre 2007   | Spacewatch                  |
| 631864 | 2007 VP74                | 12 settembre 2007 | Mount Lemmon Survey         |
| 631865 | 2007 VJ85                | 24 novembre 2003  | LONEOS                      |
| 631866 | 2007 VK99                | 2 novembre 2007   | Spacewatch                  |
| 631867 | 2007 VQ102               | 17 marzo 2004     | Spacewatch                  |
| 631868 | 2007 VY104               | 3 novembre 2007   | Spacewatch                  |
| 631869 | 2007 VQ106               | 3 novembre 2007   | Spacewatch                  |
| 631870 | 2007 VF108               | 3 agosto 2002     | NEAT                        |
| 631871 | 2007 VX113               | 3 novembre 2007   | Spacewatch                  |
| 631872 | 2007 VW128               | 1 novembre 2007   | Mount Lemmon Survey         |
| 631873 | 2007 VE130               | 1 novembre 2007   | Mount Lemmon Survey         |
| 631874 | 2007 VB132               | 5 novembre 1996   | Spacewatch                  |
| 631875 | 2007 VD136               | 16 ottobre 2007   | Spacewatch                  |
| 631876 | 2007 VK137               | 5 novembre 2007   | Mount Lemmon Survey         |
| 631877 | 2007 VA150               | 7 novembre 2007   | Mount Lemmon Survey         |
| 631878 | 2007 VY151               | 2 novembre 2007   | Mount Lemmon Survey         |
| 631879 | 2007 VF169               | 12 novembre 2001  | SDSS Collaboration          |
| 631880 | 2007 VN171               | 5 novembre 2007   | Spacewatch                  |
| 631881 | 2007 VO176               | 13 settembre 2007 | Mount Lemmon Survey         |
| 631882 | 2007 VM178               | 8 ottobre 2007    | Spacewatch                  |
| 631883 | 2007 VG182               | 8 novembre 2007   | Mount Lemmon Survey         |
| 631884 | 2007 VL195               | 28 settembre 2003 | Spacewatch                  |
| 631885 | 2007 VK197               | 8 novembre 2007   | Spacewatch                  |
| 631886 | 2007 VM200               | 4 maggio 2005     | Mount Lemmon Survey         |
| 631887 | 2007 VP200               | 9 novembre 2007   | Mount Lemmon Survey         |
| 631888 | 2007 VY203               | 1 novembre 2007   | Spacewatch                  |
| 631889 | 2007 VL208               | 12 settembre 2001 | Spacewatch                  |
| 631890 | 2007 VM208               | 11 novembre 2007  | Mount Lemmon Survey         |
| 631891 | 2007 VJ214               | 1 novembre 2007   | Spacewatch                  |
| 631892 | 2007 VO217               | 9 novembre 2007   | Spacewatch                  |
| 631893 | 2007 VX219               | 9 novembre 2007   | Spacewatch                  |
| 631894 | 2007 VF221               | 20 ottobre 2007   | Mount Lemmon Survey         |
| 631895 | 2007 VU222               | 7 novembre 2007   | Mount Lemmon Survey         |
| 631896 | 2007 VJ224               | 8 novembre 2007   | CSS                         |
| 631897 | 2007 VZ224               | 9 novembre 2007   | Mount Lemmon Survey         |
| 631898 | 2007 VB226               | 10 ottobre 2007   | Spacewatch                  |
| 631899 | 2007 VZ227               | 12 ottobre 2007   | Mount Lemmon Survey         |
| 631900 | 2007 VC229               | 7 novembre 2007   | Spacewatch                  |

## 631901–632000
| Nome   | Designazione provvisoria | Data di scoperta  | Scopritore          |
| ------ | ------------------------ | ----------------- | ------------------- |
| 631901 | 2007 VA232               | 7 novembre 2007   | Spacewatch          |
| 631902 | 2007 VT234               | 9 novembre 2007   | Spacewatch          |
| 631903 | 2007 VZ240               | 11 agosto 1997    | Spacewatch          |
| 631904 | 2007 VD244               | 20 ottobre 2007   | Mount Lemmon Survey |
| 631905 | 2007 VS248               | 14 novembre 2007  | Mount Lemmon Survey |
| 631906 | 2007 VJ258               | 2 novembre 2007   | Mount Lemmon Survey |
| 631907 | 2007 VO262               | 13 novembre 2007  | Mount Lemmon Survey |
| 631908 | 2007 VV263               | 14 febbraio 2005  | A. Boattini         |
| 631909 | 2007 VG264               | 16 ottobre 2007   | Mount Lemmon Survey |
| 631910 | 2007 VU273               | 12 novembre 2007  | Mount Lemmon Survey |
| 631911 | 2007 VN275               | 5 novembre 2007   | Mount Lemmon Survey |
| 631912 | 2007 VN278               | 7 novembre 2007   | Mount Lemmon Survey |
| 631913 | 2007 VT278               | 19 novembre 2003  | Spacewatch          |
| 631914 | 2007 VH279               | 14 novembre 2007  | Spacewatch          |
| 631915 | 2007 VO285               | 14 novembre 2007  | Spacewatch          |
| 631916 | 2007 VO287               | 2 novembre 2007   | Spacewatch          |
| 631917 | 2007 VE290               | 14 novembre 2007  | Spacewatch          |
| 631918 | 2007 VD296               | 2 novembre 2007   | Mount Lemmon Survey |
| 631919 | 2007 VK314               | 2 novembre 2007   | Mount Lemmon Survey |
| 631920 | 2007 VS316               | 21 ottobre 2003   | NEAT                |
| 631921 | 2007 VY322               | 2 novembre 2007   | Mount Lemmon Survey |
| 631922 | 2007 VR324               | 8 novembre 2007   | Spacewatch          |
| 631923 | 2007 VK336               | 9 ottobre 2007    | Spacewatch          |
| 631924 | 2007 VX339               | 13 novembre 2007  | Spacewatch          |
| 631925 | 2007 VN340               | 3 novembre 2007   | Mount Lemmon Survey |
| 631926 | 2007 VW340               | 5 novembre 2007   | Mount Lemmon Survey |
| 631927 | 2007 VV342               | 1 gennaio 2014    | Spacewatch          |
| 631928 | 2007 VX342               | 11 novembre 2007  | Mount Lemmon Survey |
| 631929 | 2007 VC343               | 2 agosto 2011     | Pan-STARRS          |
| 631930 | 2007 VD343               | 2 gennaio 2009    | Spacewatch          |
| 631931 | 2007 VH343               | 22 ottobre 2012   | Spacewatch          |
| 631932 | 2007 VR343               | 17 ottobre 2012   | Mount Lemmon Survey |
| 631933 | 2007 VF344               | 9 novembre 2007   | Spacewatch          |
| 631934 | 2007 VA345               | 17 gennaio 2015   | Pan-STARRS          |
| 631935 | 2007 VF348               | 22 dicembre 2012  | Pan-STARRS          |
| 631936 | 2007 VH348               | 3 novembre 2007   | Mount Lemmon Survey |
| 631937 | 2007 VJ348               | 10 novembre 2007  | PMO NEO             |
| 631938 | 2007 VC349               | 3 febbraio 2009   | Mount Lemmon Survey |
| 631939 | 2007 VF349               | 9 novembre 2007   | Mount Lemmon Survey |
| 631940 | 2007 VN349               | 11 dicembre 2013  | Mount Lemmon Survey |
| 631941 | 2007 VX349               | 13 febbraio 2015  | Mount Lemmon Survey |
| 631942 | 2007 VD351               | 22 settembre 2012 | Mount Lemmon Survey |
| 631943 | 2007 VR351               | 13 agosto 2006    | NEAT                |
| 631944 | 2007 VS352               | 28 novembre 2013  | Mount Lemmon Survey |
| 631945 | 2007 VV352               | 25 luglio 2017    | Pan-STARRS          |
| 631946 | 2007 VX352               | 4 marzo 2016      | Pan-STARRS          |
| 631947 | 2007 VB359               | 1 novembre 2008   | Mount Lemmon Survey |
| 631948 | 2007 VL359               | 22 gennaio 2015   | Pan-STARRS          |
| 631949 | 2007 VZ363               | 9 novembre 2007   | Spacewatch          |
| 631950 | 2007 VA364               | 5 novembre 2007   | Spacewatch          |
| 631951 | 2007 VD364               | 3 novembre 2007   | Spacewatch          |
| 631952 | 2007 VC374               | 7 novembre 2007   | Mount Lemmon Survey |
| 631953 | 2007 VN374               | 2 novembre 2007   | Mount Lemmon Survey |
| 631954 | 2007 VG375               | 8 novembre 2007   | Mount Lemmon Survey |
| 631955 | 2007 VX376               | 7 novembre 2007   | Mount Lemmon Survey |
| 631956 | 2007 VJ379               | 13 novembre 2007  | Spacewatch          |
| 631957 | 2007 VN382               | 2 novembre 2007   | Spacewatch          |
| 631958 | 2007 WN1                 | 17 novembre 2007  | B. Christophe       |
| 631959 | 2007 WH3                 | 28 agosto 1995    | Spacewatch          |
| 631960 | 2007 WD10                | 17 novembre 2007  | Mount Lemmon Survey |
| 631961 | 2007 WN10                | 9 ottobre 2007    | Spacewatch          |
| 631962 | 2007 WV13                | 4 novembre 2007   | Mount Lemmon Survey |
| 631963 | 2007 WS17                | 17 dicembre 2003  | Spacewatch          |
| 631964 | 2007 WE18                | 18 novembre 2007  | Mount Lemmon Survey |
| 631965 | 2007 WE28                | 18 novembre 2007  | Mount Lemmon Survey |
| 631966 | 2007 WM29                | 2 novembre 2007   | Spacewatch          |
| 631967 | 2007 WN29                | 19 novembre 2007  | Spacewatch          |
| 631968 | 2007 WQ29                | 19 novembre 2007  | Spacewatch          |
| 631969 | 2007 WG30                | 2 novembre 2007   | Spacewatch          |
| 631970 | 2007 WT32                | 19 novembre 2007  | Mount Lemmon Survey |
| 631971 | 2007 WT37                | 8 novembre 2007   | Spacewatch          |
| 631972 | 2007 WZ44                | 20 novembre 2007  | Mount Lemmon Survey |
| 631973 | 2007 WH45                | 29 agosto 2006    | CSS                 |
| 631974 | 2007 WX47                | 20 novembre 2007  | Mount Lemmon Survey |
| 631975 | 2007 WC48                | 21 ottobre 2007   | Mount Lemmon Survey |
| 631976 | 2007 WP50                | 11 novembre 2001  | SDSS Collaboration  |
| 631977 | 2007 WX53                | 23 ottobre 2003   | Spacewatch          |
| 631978 | 2007 WK57                | 20 ottobre 2007   | Mount Lemmon Survey |
| 631979 | 2007 WH61                | 11 marzo 2005     | Mount Lemmon Survey |
| 631980 | 2007 WJ64                | 12 ottobre 2007   | Mount Lemmon Survey |
| 631981 | 2007 WS65                | 25 agosto 2012    | Spacewatch          |
| 631982 | 2007 WX65                | 21 ottobre 2012   | Pan-STARRS          |
| 631983 | 2007 WH66                | 18 ottobre 2012   | Pan-STARRS          |
| 631984 | 2007 WX66                | 4 novembre 2007   | Spacewatch          |
| 631985 | 2007 WK68                | 18 novembre 2007  | Mount Lemmon Survey |
| 631986 | 2007 WJ69                | 16 ottobre 2012   | Mount Lemmon Survey |
| 631987 | 2007 WM69                | 24 marzo 2015     | Pan-STARRS          |
| 631988 | 2007 WG70                | 19 novembre 2007  | Spacewatch          |
| 631989 | 2007 WV70                | 28 luglio 2011    | Pan-STARRS          |
| 631990 | 2007 WX70                | 22 febbraio 2009  | Spacewatch          |
| 631991 | 2007 WX71                | 19 novembre 2007  | Spacewatch          |
| 631992 | 2007 WK72                | 18 novembre 2007  | Mount Lemmon Survey |
| 631993 | 2007 WQ75                | 20 novembre 2007  | Mount Lemmon Survey |
| 631994 | 2007 XJ5                 | 4 dicembre 2007   | Spacewatch          |
| 631995 | 2007 XB13                | 1 novembre 2007   | Spacewatch          |
| 631996 | 2007 XY23                | 3 dicembre 2007   | Spacewatch          |
| 631997 | 2007 XK27                | 14 dicembre 2007  | Spacewatch          |
| 631998 | 2007 XA32                | 15 dicembre 2007  | Mount Lemmon Survey |
| 631999 | 2007 XJ37                | 13 dicembre 2007  | LINEAR              |
| 632000 | 2007 XL38                | 13 dicembre 2007  | LINEAR              |